# 新桥站 (成都市)
新桥站位于中华人民共和国四川省成都市金牛区中环路金府路段与星汉北路交叉口地下，是成都地铁27号线的地铁车站，于2024年12月19日启用。

## 车站概要
本站位于金牛区沙河源街道中环路金府路段星汉北路口，沿中环路金府路段南北向设置。因位于新桥社区而得名。本站在规划阶段曾用名“星汉北路站”。

## 车站结构
新桥站为地下二层单柱双跨11米宽岛式站台车站，全长272米，宽19.9米，总建筑面积15299平方米。车站采用明挖（局部盖挖）法施工。

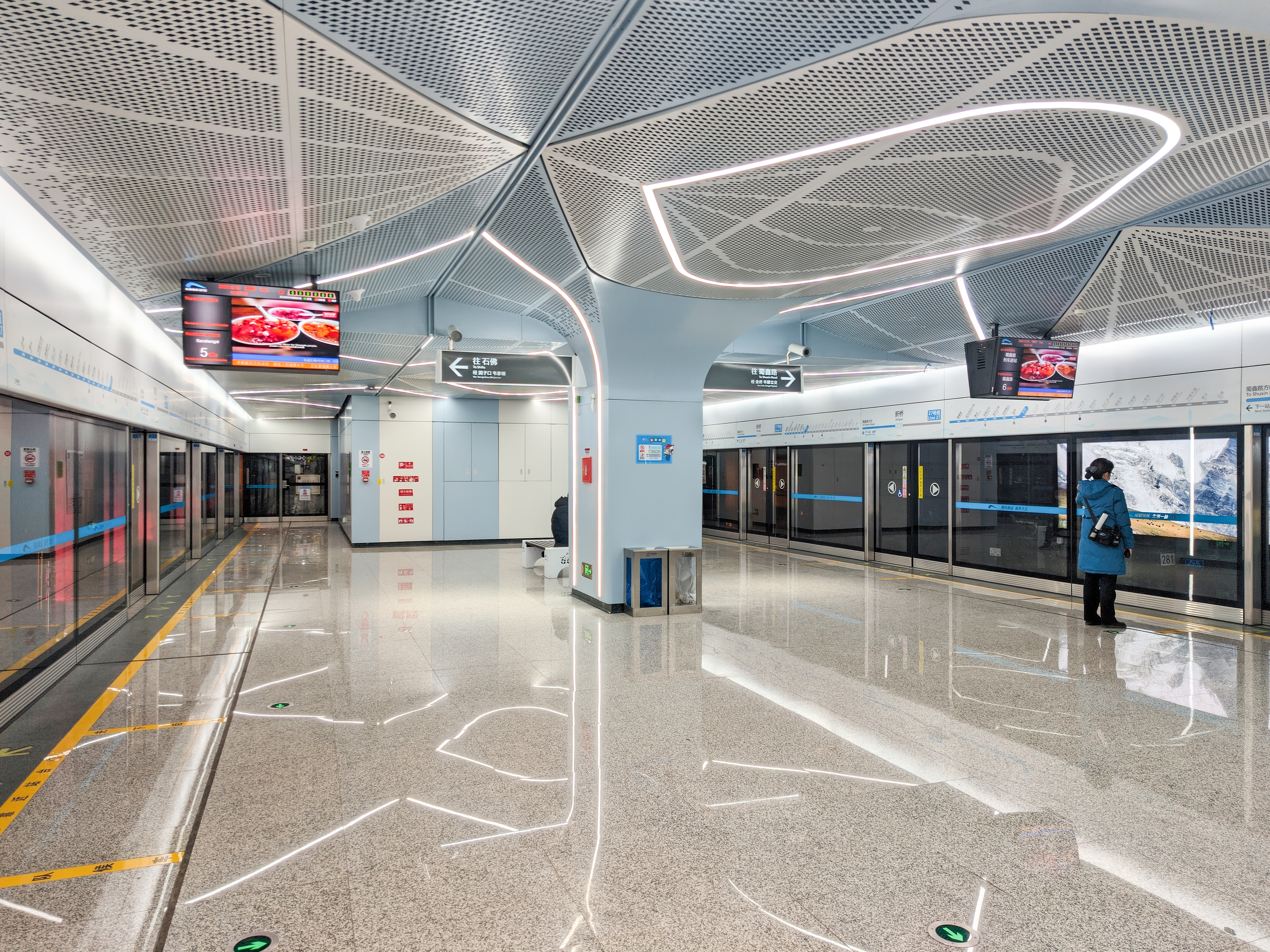
站台
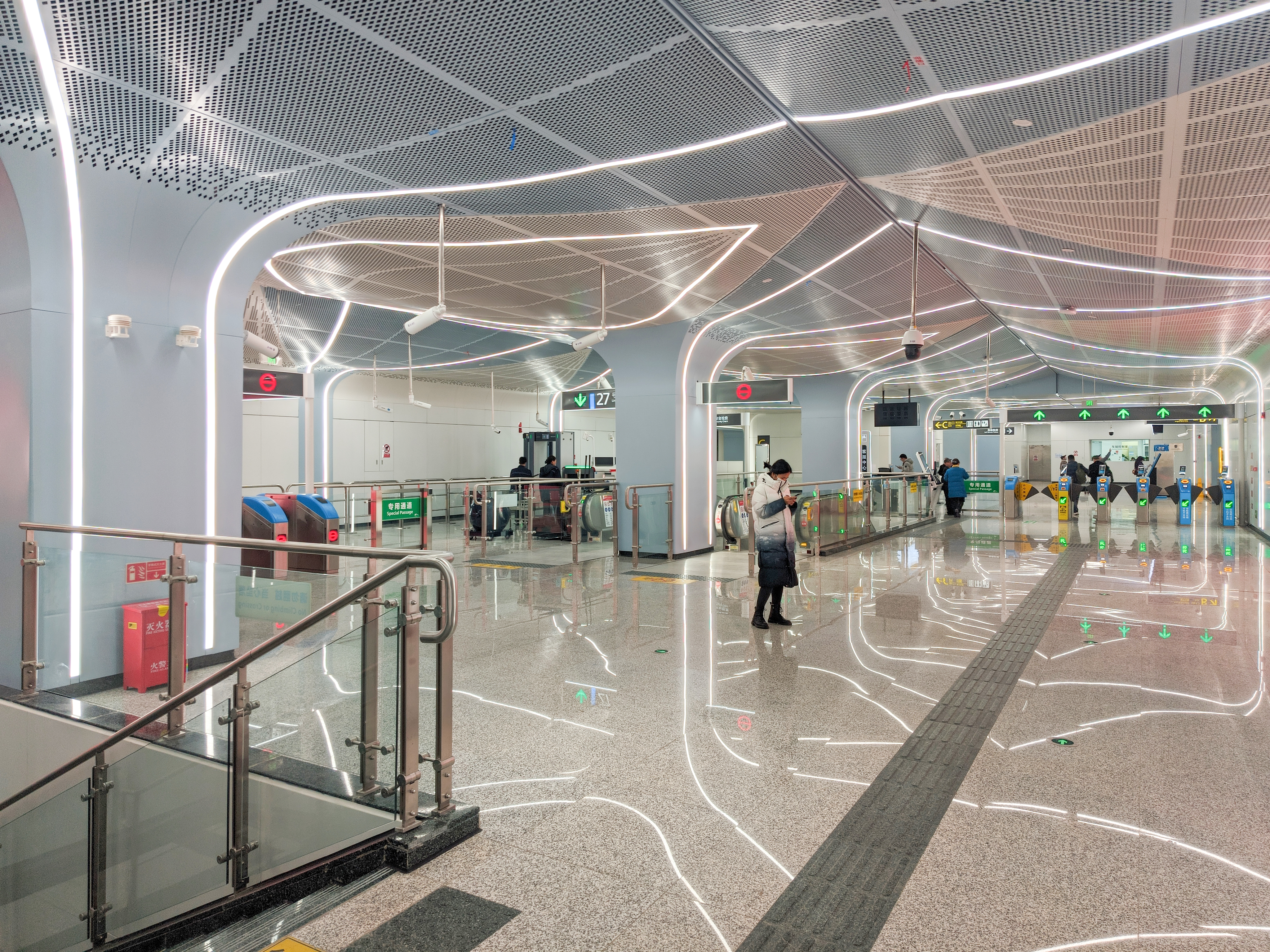
站厅

| 地面              | 0    | 出口A–C                                                                                             |
| 地下一层          | 站厅 | 自助购票 客服中心                                                                                   |
| 地下二层          | 站台 | \| \| \| 27号线往石佛（沙河源） \| \| 島式 · 開左邊车门 \| \| \| \| \| \| 27号线往蜀鑫路（金府） \| |
|                   |      | 27号线往石佛（沙河源）                                                                              |
| 島式 · 開左邊车门 |      | |
|                   |      | 27号线往蜀鑫路（金府）                                                                              |

- 站台
- 站厅

## 出入口
本站目前开放3个出入口。
|          |                         |                          |      |
| 编号     | 设施                    | 指示                     | 照片 |
|          |                         | 中环路金府路段、星汉北路 |      |
| 出口 · B |                         | 中环路金府路段、星汉北路 |      |
| 出口 · C | 无障碍电梯 无障碍卫生间 | 中环路金府路段、新泉路   |      |

## 大事记
- 2021年11月26日，车站主体结构施工。[6]